# Ymer (tidsskrift)
 For alternative betydninger, se Ymer. (Se også artikler, som begynder med Ymer)
"YMER" er et tidsskrift udgivet af Svenska Sällskapet för Antropologi och Geografi siden 1881. "Ymer" har bragt artikler om et stort antal emner, blandt andet ekspeditioner (herunder polarekspeditioner), antropologi, geografi, kartografi, arkæologi og zoologi.
De fleste artikler har været forfattede af svenskere, således navnkundige forskere som Sten de Geer, Alfred Gabriel Nathorst, Axel Hamberg, Otto Nordenskjöld og Sven Hedin, men også udenlandske bidrag forekom (herunder danske, blandt andet ved K.J.V Steenstrup og Viggo Hansen).